# Archibald Butt

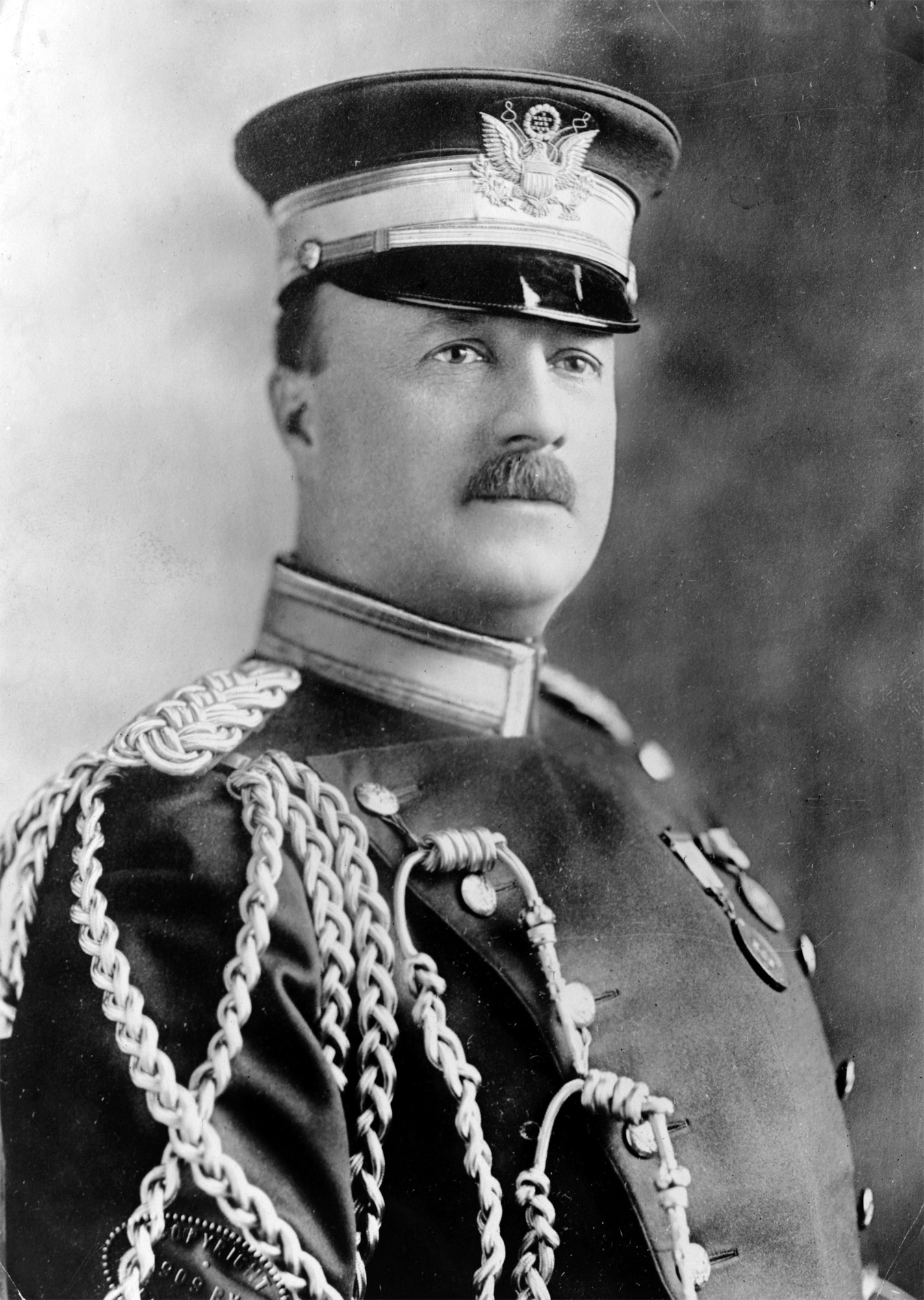
Mayor Archibald W. Butt.

Archibald Willingham Butt (Augusta, Georgia, Estados Unidos, 26 de septiembre de 1865 - Atlántico norte, 15 de abril de 1912) fue un periodista y militar estadounidense, ayudante de Campo de los presidentes Theodore Roosevelt y William Taft, que falleció durante el naufragio del RMS Titanic.

## Biografía
Archibald Butt, nació en Georgia, Estados Unidos, en 1865, provenía de una familia adinerada confederada que cayó en desgracia con la guerra civil estadounidense y su padre falleció cuando él tenía 14 años de edad, por lo que se vio obligado a tomar trabajos remunerados para mantener a la familia, trabajó como bibliotecario en la escuela y pudo ingresar a la Universidad del Sur en Tennessee donde estudió periodismo. Trabajó como reportero en Washington D. C. y fue nombrado agregado de prensa y luego Primer Secretario en la Embajada norteamericana en México.
A comienzos de 1900, Butt accedió a un cuerpo de voluntarios del Ejército con el rango de capitán y fue enviado a las Filipinas desde ese año hasta 1903 como asistente del Cuartel del Alto Mando del Ejército. En 1904, fue nombrado Intendente en el Ejército en Washington D. C.. En 1906, fue asignado en la Habana, Cuba como parte de una comisión para el restablecimiento de las relaciones con ese país insular después de la Guerra con España.
En 1908, fue recomendado por un senador al presidente Theodore Roosevelt quien lo nombró su consejero y ayudante de Campo hasta el fin del mandato presidencial. Cuando subió al poder el presidente William H, Taft en 1909 lo mantuvo en su cargo y en 1911 fue ascendido a mayor.

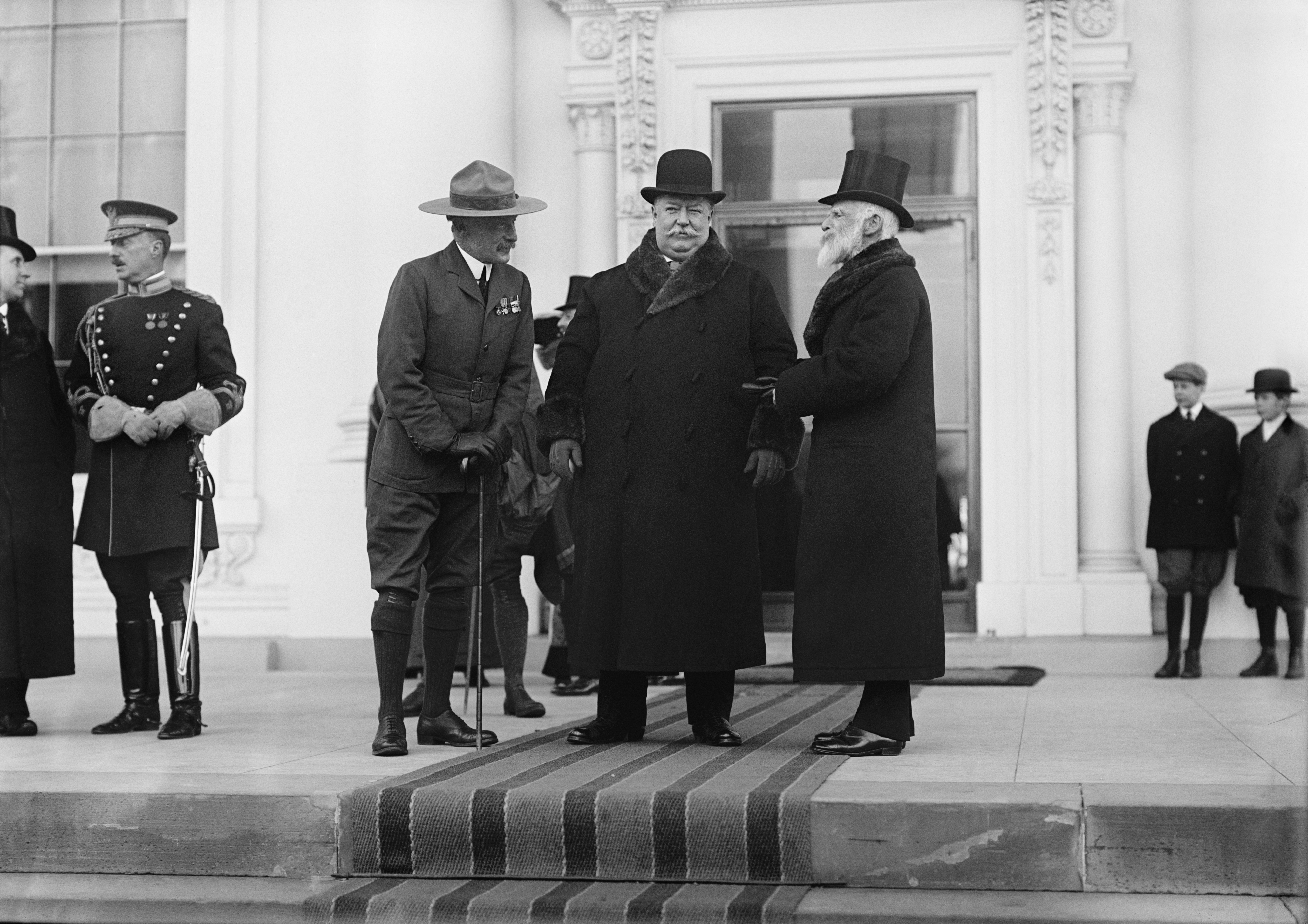
Mayor Archibald Butt (izquierda), Baden-Powell y el presidente Taft.

Cuando el periodo presidencial de Taft estaba por concluir, Butt se vio en una situación muy complicada ya que el contendiente de Taft era Roosevelt, y ambos solicitaban la lealtad de Butt. La situación resintió la salud de Butt y por sugerencia de Francis David Millet,  amigo personal de Taft, el presidente lo envió junto a Millet de vacaciones a Europa por seis semanas para que estuviera recuperado antes de las presidenciales. Archibald Butt y Millet visitaron Nápoles, Gilbraltar y Roma donde pidió audiencia con el papa Pío X para entregar un mensaje del presidente Taft. En abril de 1912, Millet viajó a Francia y Butt a Berlín y luego a Southampton, Inglaterra, para abordar en primera clase al nuevo RMS Titanic. El número del boleto de primera clase del mayor Butt fue 113050.
El RMS Titanic zarpó al mediodía del 10 de abril de 1912 rumbo a Cherburgo donde su amigo, Francis David Millet se reunió con Butt en la noche del 10 de abril al ser transbordado desde el SS Nomadic.
La noche del 14 de abril de 1912, Butt asistió a las 20 h a una cena en el Restaurant a la Carte con el capitán Edward John Smith además de la familia Widener, la familia Thayer y los Carter y, posteriormente, se quedó jugando a las cartas en el salón de fumadores de primera clase, cuando a eso de las 11:38 el RMS Titanic chocó con un iceberg dañándolo irremediablemente. Testimonios parciales de testigos afirman que el mayor Butt se encontraba presente y retraído en el gimnasio de la cubierta A, aguardando una vana posibilidad de abordar un bote, y que posteriormente bajó al salón de fumadores sin hacer intento alguno de salvarse a sí mismo.
En 1914, el expresidente Taft declaró que:

Murió como un soldado y caballero, pero hasta que partió supe recién lo mucho que significaba para mí.

El cuerpo de Archibald Butt nunca fue hallado, mientras que el de Francis David Millet fue rescatado del mar por el CS Mackay-Bennett.